# Astragalus alexeenkoi
Astragalus alexeenkoi är en ärtväxtart som beskrevs av Nikolai Fedorovich Gontscharow. Astragalus alexeenkoi ingår i släktet vedlar, och familjen ärtväxter. Inga underarter finns listade i Catalogue of Life.